# Potres u Shaanxiju 1556.
Potres u Shaanxiju 1556. (kineski: 华县 大 地震; pinyin: Hua Xian dà dìzhèn) ili Jiajing potres (kineski: 嘉靖 大 地震; pinyin: jiājìng dà dìzhèn) je najsmrtonosniji potres zabilježen u modernoj ljudskoj povijesti u kojem je poginulo oko 830.000 ljudi. Potres se dogodio 23. siječnja 1556. ujutro, u provinciji Shaanxi, Kina. Više od 97 okruga u provincijama Shaanxi, Shanxi, Henan, Gansu, Hebei, Shandong, Hubei, Hunan, Jiangsu i Anhui je bilo pogođeno tom katastrofom. Prostor u okrugu od 840 km je bio uništen, a u nekim okruzima 60 % stanovništva je poginulo. Većina stanovništva u tom području je u to vrijeme živjela u umjetnim tzv. "Yaodong" pećinama (sastavljenim od prapora), od kojih su se mnoge urušile tijekom katastrofe s velikim gubitkom života. 

## Zemljopis
Potres u Shaanxiju je imao epicentar u dolini rijeke Wei u provinciji Shaanxi, u blizini gradova Huaxian, Weinan i Huayin. U Huaxianu, svaka zgrada i dom se urušio, ubivši više od polovice stanovnika grada, a broj tamošnjih žrtava procjenjuje se u desecima tisuća. Slična situacija je bila i u Weinanu i Huayinu. U nekim mjestima, pukotine duboke 20 metara otvorene su u zemlji. Razaranje i smrt je bilo svugdje, s neke mjesta koja su bila i do 500 kilometara udaljena od epicentra, su bila pogođena katastrofom. Potres je također potaknuo odron zemlje, što je doprinijelo masovnom broju poginulih.
Potres se pojavio za vrijeme vladavine cara Jiajinga tijekom dinastije Ming. Stoga se u kineskoj povijesti ovaj potres često spominje i kao „Jiajingov veliki potres“ (kineski: 嘉靖 大 地震; pinyin: jia Jing dà di Zhen). 
Moderne procjene, na temelju geoloških podataka, procijenile su jačinu potresa na oko 8,0 na Richtervovoj ljestvici u trenutku magnitude ili XI na Mercallijevoj ljestvici. Iako je to najsmrtonosniji potres (drugi najsmrtonosniji, potres u Tangshanu 1976., koji je također pogodio Kinu 400 godina kasnije, usprkos velikim štetama odnio je "samo" 250.000 života, što je za dvije trećine manje od ovog) i treća najsmrtonosnija prirodna katastrofa u povijesti, bilo je i potresa sa znatno većim magnitudama. 
Nakon potresa, manja podrhtavanja tla javljala su se i nekoliko puta mjesečno narednih pola godine.

## Izvještaji
Većina pogođenih gradova izvjestilo je da su se gradski zidovi urušili, gotovo sve kuće raspale a rijetki ljudi preživjeli. Tek naselja i gradovi udaljeni više od 800 km od epicentra bili su izvan dosega katastrofe i nisu imali štete. Dodatne informacije dao je Gu, et.al.:
"U Huaxianu, gradski zidovi, hramovi, uredi i kuće su uništene, nijedan zid nije ostao čitav... Tlo je potonulo. Voda je izlazila na površinu i formirala kanale. 60 % stanovnika je poginulo... U Weinanu, gradski zidovi, hramovi, trgovine, uredi i kuće su se potpuno urušili... U gradu, tlo je potonulo više od tri metra."

## Vanjske poveznice
- Kineski muzej - potres u Shaanxiju (engl.)